# Papp Antal (püspök)
Papp Antal (Nagykálló, 1867. november 17. – Miskolc, 1945. december 24.) görögkatolikus püspök.

## Pályafutása
1893. december 24-én szentelték pappá.

### Püspöki pályafutása
1912. április 29-én lyrbei címzetes püspökké és munkácsi koadjutor püspökké nevezték ki; június 1-jén, Firczák Gyula püspök halálával a helyébe lépett. Június 8-án hajdúdorogi apostoli adminisztrátorrá is kinevezték (ezt a tisztséget 1913. június 23-ig töltötte be). Október 12-én szentelte püspökké Drohobeczky Gyula, Lányi József és Horváth Győző segédletével.
1924. július 14-én cyzicus-i címzetes érsekké és az újonnan alapított Miskolci apostoli exarchátus kormányzójává nevezte ki XI. Piusz pápa. Egyben felruházta őt a megyéspüspököt megillető jogokkal. 1925-ben Miskolcon telepedett le; a város ugyan a Hajdúdorogi egyházmegyéhez tartozott, de az apostoli kormányzóság területén nem volt megfelelő helység, Miskolcot viszont minden parókiáról könnyen meg lehetett közelíteni.
Segítette Dr. Szántay Szémán főesperest, hogy 1934 januárjában a Keleti Egyház című uniós, tudományos és egyházpolitikai folyóirat meginduljon. E folyóirat szerkesztőinek kezdeményezésére a Szent Miklós Szövetség eleven életet élt. 1934-ben jóváhagyta a Dicsérjétek az Úr nevét című zsolozsmáskönyv kiadását. 
Az államkormányzat 1940-ben felvette a felsőház tagjai közé. Ez intézkedés akkor az apostoli kormányzóság önállóságának közjogi elismerését jelentette.